# PECC
PECC (of R-PECC) is een combinatiechemotherapie die voornamelijk wordt gebruikt bij de tweede- en derdelijnsbehandeling van enkele non-hodgkinlymfomen en getransformeerde non-hodgkinlymfomen. Het is een afkorting van de geneesmiddelen (cytostatica) die onderdeel zijn van de therapie:
- Prednisolon of Prednison
- Etoposide
- CCNU (ook wel Lomustine of Belustine)
- Chlorambucil (ook wel Leukeran)

Wanneer rituximab onderdeel is van de behandeling wordt dit schema R-PECC genoemd.